# Festive
Festive (graphié FES☆TIVE) est un groupe de musique d'idoles japonaises formé à Tokyo en mai 2013. Il est actuellement composé de cinq membres, dont la leader Reia Shiozaki.
Le nom du groupe signifie « Festival from Japan ». Il combine les mots anglais « festival », « positive » et « active ». Les filles portent des costumes colorés inspirés du carnaval.

## Histoire

### 2013-2014: La formation et les débuts en indépendant
Les auditions pour recruter des membres dans un nouveau groupe nommée FES☆TIVE en mars 2013. Les premières filles à auditionner et êtres choisies sont Mitsuki Suzuki (qui devient la 1re leader), Reia Shiozaki, Honoka Hayama (renommée Hinari Aoba en janvier 2014), Narumi Sakai, Megumi Fujimura, Yuma Kanno et Mai Hinata.
En avril 2013, Mai Hinata cesse ses activités en démissionnant du groupe. Le 10 mai suivant, une nouvelle fille Yuna Sakamoto intègre le groupe.
Le groupe d'idoles a fait ses débuts en tenant concert le 18 mai 2013 dans le quartier d'Akihabara à Tokyo.
Le 5 août 2013, Horomi Yokoi joint le groupe en tant que membre apprentie avant d'être promue comme membre régulière le 3 novembre. Le 1er single indépendant du groupe, intitulé Wonderful Festival (ワンダフルフェスティバル), est sorti en novembre 2013. Le même mois, Yuma Kanno effectue sa graduation du groupe et le quitte le 24 novembre.
Les filles ont prêté leur image aux ramen tonkotsu Hakata Furyu (博多風龍) en décembre 2013.
Momoka Fujimura quitte le groupe le 20 janvier 2014, en raison de problèmes de santé. Le mois suivant, le 22 février, Kotone Suzuki intègre le groupe en tant que membre apprentie.
Le 22 mars 2014, c'est au tour de Narumi Sakai d'effectuer sa graduation et de quitter le groupe.
Le groupe tient son premier one-man live le 4 avril 2014.
De nouveaux membres, Akari Shina et Hiyo Momohara, intègrent le groupe le 18 juin 2014, commencent leurs activités comme apprenties le mois suivant et font leurs débuts avec le reste du groupe au cours du deuxième one-man live du groupe le 3 septembre suivant.
Les membres animent la rubrique Sekaiichi wo Mezase! FES☆TIVE Wasshoi (世界一を目指せ！FES☆TIVEわっしょい) dans l'émission de divertissement Uta Musume (ウタ娘) sur Television Saitama (テレビ埼玉) depuis juillet 2014.

### 2015-2016: Les débuts en major et premier album

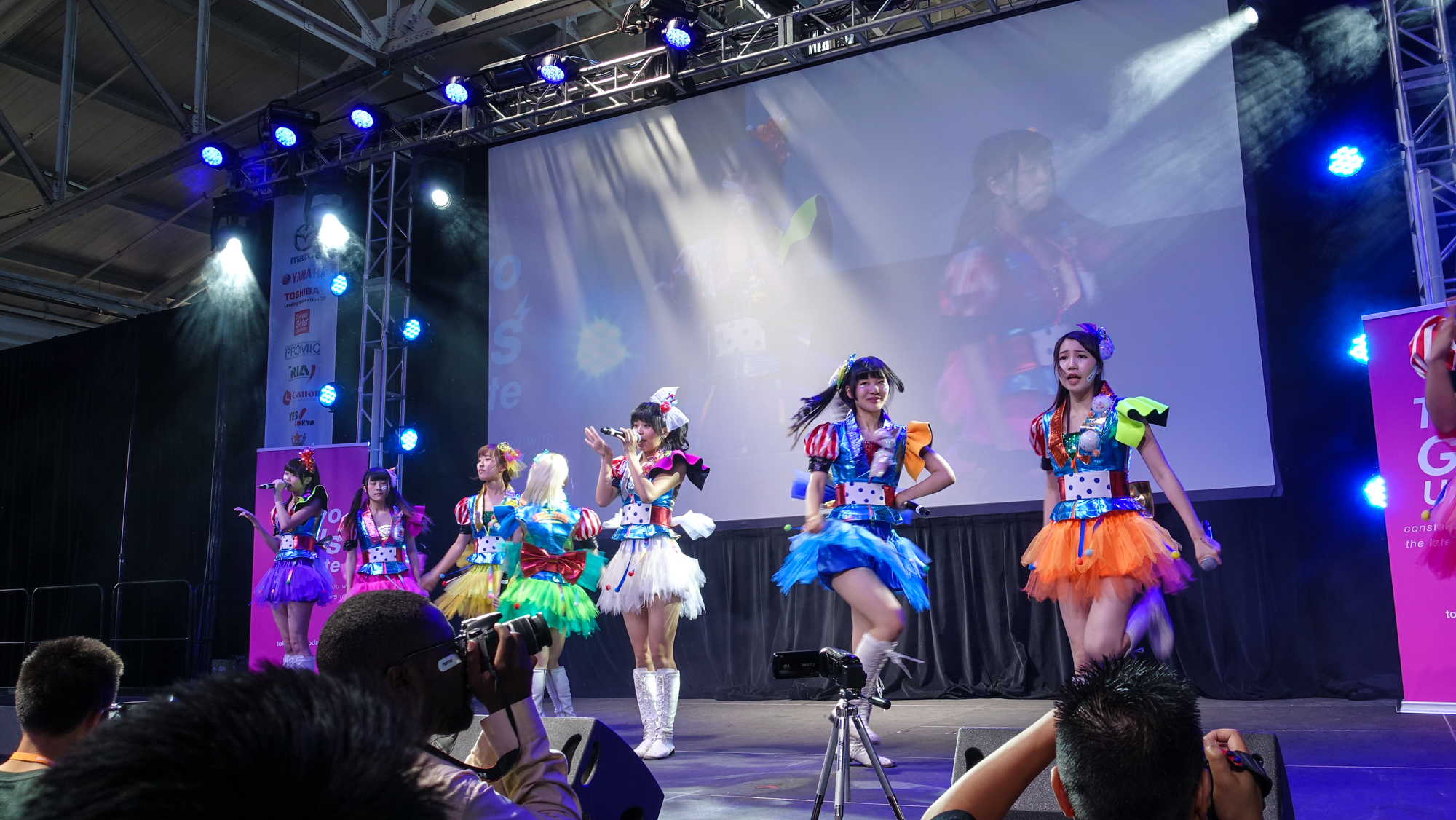
FES☆TIVE au J-Pop Summit à San Francisco (aux États-Unis), en août 2015

Dès le 1er janvier 2015, Reia Shiozaki succède à Mitsuki Suzuki au rang de leader.
le 19 janvier, jour célébrant le 19e anniversaire de la membre Hinari Aoba, le groupe effectue à la même occasion un 4e one-lan live au Tsutaya O-West à Tokyo.
Les FES☆TIVE ont fait leurs débuts en major avec le single Omatsuri Hero sorti en mai 2015 sous le label Tokuma Japan Communications, ; ceci est un très bon début pour le groupe qui voit son single se hisser à la 24e place des classements hebdomadaires des ventes de Oricon.
Le 18 mai, à l'occasion du 2e anniversaire du groupe, ce dernier tient un 3e one-man live toujours au Tsutaya O-West.
Le groupe a participe ensuite à Connect Japan 2015 à Bangkok, en Thaïlande, le même mois.
Hinari Aoba s'est produite lors d'un concert spécial en collaboration avec Doko Ruriko (Tokyo Cheer2 Party) en mai 2015 au K-Stage O!.
Honami Yokoi a remporté un concours organisé par l'application mobile pour smartphones Cheerz les 6 et 7 juin 2015. À la suite de ce succès, les FES☆TIVE ont participé au J-Pop Summit 2015 à San Francisco, aux États-Unis, en août 2015.
Honami est en compétition avec d'autres filles idoles comme gravure idol à la 5e saison de Sakidoru Ace SURVIVAL SEASON 5, sur le magazine "Young Jump" (No.24) publié le 12 mai ; elle gagne le 3e place en août suivant.
Le thème du single Kingyo no Kin-chan (金魚のきんちゃん), en vente en novembre 2015,, est « la pêche au poisson rouge à l'épuisette » (金魚すくい; kingyo sukui) », un jeu traditionnel japonais consistant à attraper un poisson rouge avec une épuisette spéciale. Il s’agit d’une activité pratiquée habituellement dans les festivals d’été au Japon.
Le groupe s'est produit à Japan Expo Thailand 2016 à Bangkok (Thaïlande) en février 2016.
Les FES☆TIVE ont collaboré avec des illustrateurs (tels que Yurie Sekiya, Chu Hutomomo et Hajime Fantasy) pour la couverture du 3e single Susume Zipang en vente en mars 2016. Les paroles incluent des mots tels que « sushi » ou « samouraï » qui symbolisent le Pays du Soleil Levant. « Zipangu » est le nom utilisé par Marco Polo pour parler du Japon. Ce single atteint la 10e place des classements Oricon, faisant du lui, le premier disque du groupe à atteindre le Top 10 des classements.
Les membres du groupe d'idoles réalisent des reportages sur les festivals locaux pour le magazine Ima Doki!! (IMAドキッ!!) à partir de mars 2016.
Hiyo Momohara et Hinari Aoba se sont produites en tant que DJ sous le nom de DJ Skip Alien (DJスキップエイリアン) au cours d'un événement spécial en juin 2016.
Le groupe réalise son premier album studio Wasshoi Record qui sort le 27 juillet.
Le groupe d'idoles, se faisant de plus en plus connaître en dehors du sol japonais, reçoit des offres pour participer à des festivals consacrés au Japon, en Indonésie, en Thaïlande et à Hong Kong (en Chine). Durant l'été 2016, elles sont les invitées de l'émission TV Inbox et du festival japonais Gelar Jepang UI 22, organisé par l'Université d'Indonésie.
Les FES☆TIVE ont sorti le 25 novembre 2016 une reprise d'une chanson populaire de Ikuzo Yoshi intitulée Ora Tokyo Sa Iguda (俺ら東京さ行ぐだ) sur Recochoku et iTunes. Le titre original était sorti à la même date, le 25 novembre 1984. Chaque membre des FES☆TIVE pose sur une photo parodique sur la couverture.
Akari Shina et Honami Yokoi ont annoncé leur graduation en décembre 2016 : Akari Shina a expliqué qu'elle devait arrêté ses activités en raison de douleurs chroniques au bas du dos ; Yokoi Honami, quant à elle, désire se concentrer sur ses études à l'université.

### 2017-2018: Activités et changement de membres
En janvier 2017, une semaine après les graduations d'Akari Shina et Honami Yokoi, le groupe présente publiquement les nouveaux membres Piano Siraishi et Saria Mano qui font leurs débuts lors du concert d'anniversaire du membre Hinari Aoba le 19 janvier.
FES☆TIVE sort son 4e single Disco Rettō Ukiyo no Yume (ディスコ列島浮世の夢) en trois éditions le 22 février 2017 ; il s'agit du dernier single avec Akari Shiina et Honami Yokoi. Le clip vidéo est dévoilé en janvier, l'actrice principale du clip est Rihona Kato (de l'agence de talent T-Zone).
En 2017, l'accent a été mis sur les carrières individuelles de ses membres qui posent désormais pour des photos en tant que des gravure idols. Tout d'abord, Hinari Aoba apparaît comme gravure dans son 1er photobook, Hinari to Yukigeshiki to Yukemuri (ひなりと雪景色と湯けむり, Hinari, Snowy Scenes, and Onsen Steam) publié le 4 avril (avec différentes couvertures) ; à l'occasion de sa publication, un événement a eu lieu le 4 avril au HMV&Books Tokyo de Shibuya de 19h à 22h. Cet événement comportait des séances de dédicaces et photos.
Également le même mois, trois autres membres du groupe se sont essayées au mannequinat : Kotone Suzuki, Yuna Sakamoto et Piano Shiraishi ; elles sont apparues dans Girl-Vure ~Girls Gravure~, une publication créée exclusivement par des femmes pour des femmes. Pour Yuna Sakamoto et Piano Shiraishi, il s'agit de leur première expérience en tant que gravure idol ; les membres apparaissent sur 30 des 72 pages dans des photographies en solo ou en trio.
À l'occasion du 4e anniversaire du groupe, FES☆TIVE se produit en concert titré Wasshoi Wonderland 2 Days au Shibuya Tsutaya O-East à Tokyo les 17 et 18 mai 2017 ; il est annoncé pendant ces concerts que le groupe sortira son 5e single, Go to Fes, en juillet suivant.
Au cours de l'été 2017, le groupe d’idoles succède ses apparitions dans trois festivals musicaux majeurs : Tokyo Idol Festival, @JAM EXPO 2017, et Idol Yokocho Natsu Matsuri!! 2017.
Le groupe donne un concert au thème « matsuri » intitulé Brand New FES☆TIVE #BNF0903 à Akasaka BLITZ le 3 septembre 2017.
FESTIVE voit en 2018 de nouveaux changements en son sein. Trois membres Yuna Sakamoto, Kotone Suzuki et Mitsuki Suzuki annoncent en février 2018 leur départ du groupe pour le 25 mars suivant,.
Pour les remplacer, de nouvelles filles intègrent officiellement le groupe le même mois : Marika Minami, Saeko Kondō et Ruriko Dokō. Ces derniers font leur première apparition sur le 7e single Yamato Nadeshiko Sunrise sorti le 23 mai 2018.
Le 31 mai suivant, le contrat de ReIa Shiosaki (leader du groupe) et de Hiyo Momohara ont pris fin pour diverses raisons et ces membres quittent alors le groupe. Le 21 mai précédent, elles ont toutes les deux posté un message sur le blog du groupe. ReIa Shiosaki a déclaré ceci : « Je suis au centre de ma vie depuis cinq ans, loin de ce que je privilégie avant tout, mais je vais de l'avant [...] Ce sera un souvenir brillant dans ma vie future ». Hiyo Momohara a déclaré quant à elle que : « Je travaille en tant que FES☆TIVE depuis environ quatre ans et j'ai acquis beaucoup d'expérience précieuse. J'ai défini ce que je voulais faire quant à mes prochaines activités. Le contrat prend fin. Cependant, je voudrais profiter de mes dernières activités avec FES☆TIVE et passer à l'étape suivante ».

### Depuis 2019
Un nouveau membre, Hinata Yagi, rejoint le groupe le 24 mai 2020,.

## Membres
| Prénom et nom                | Date de naissance | Âge             | Couleur         | Notes                                                                               |
| Membres actuels              | Membres actuels   | Membres actuels | Membres actuels | Membres actuels                                                                     |
| ---------------------------- | ----------------- | --------------- | --------------- | ----------------------------------------------------------------------------------- |
| Hinari Aoba (青葉 ひなり)    | 19 janvier 1996   | 29 ans          | Orange          | Membre d'origine                                                                    |
| Marika Minami (南茉莉花)     | 2 mai 1997        | 28 ans          | Bleu            | Intègre en mars 2018                                                                |
| Saeko Kondō (近藤沙瑛子)     | 1er juillet 1997  | 28 ans          | Vert            | Intègre en mars 2018                                                                |
| Ruriko Dokō (土光瑠璃子)     | 7 octobre 1999    | 25 ans          | Rouge           | Intègre en mars 2018                                                                |
| Saria Mano (真野彩里愛)      | 7 juin 2000       | 25 ans          | Blanc           | Intègre en janvier 2017                                                             |
| Hinata Yagi (八木ひなた)     | 10 novembre 2000  | 24 ans          | Rose            | Intègre en mai 2020                                                                 |
| Ex-membres                   |                   |                 |                 |                                                                                     |
| Yuma Kanno (菅野由真)        | ?                 | ?               | Rose            | Membre d'origine (quitte le groupe le 24 novembre 2013)                             |
| Megumi Fujimura (藤村萌々花) | 29 mars 1999      | 26 ans          | Bleu            | Membre d'origine (quitte le groupe le 20 janvier 2014)                              |
| Narumi Sakai (堺愛海)        | 6 octobre 1998    | 26 ans          | Violet          | Membre d'origine (quitte le groupe le 22 mars 2014)                                 |
| Honami Yokoi (横井ほなみ)    | 2 septembre 1998  | 26 ans          | Blanc           | Intègre en novembre 2013 ; suspendue en juillet 2016 et quitte en janvier 2017      |
| Akari Shiina (椎名あかり)    | 18 mai 1995       | 30 ans          | Rose            | Intègre en juin 2014 ; quitte en janvier 2017                                       |
| Yuna Sakamoto (坂元由奈)     | 8 octobre 1994    | 30 ans          | Rouge           | Membre d'origine (quitte le groupe en mars 2018)                                    |
| Mitsuki Suzuki (鈴木 みつき) | 13 décembre 1996  | 28 ans          | Vert            | Membre d'origine (1er Leader jusqu'en janvier 2015 ; quitte le groupe en mars 2018) |
| Kotone Suzuki (鈴木ことね)   | 1er avril 1998    | 27 ans          | Bleu            | Intègre en février 2014 ; quitte en mars 2018                                       |
| Reia Shiozaki (汐咲玲亜)     | 7 septembre 1999  | 25 ans          | Jaune           | Membre d'origine (2e Leader ; quitte le 31 mai 2018)                                |
| Hiyo Momohara (桃原ひよ)     | 22 février 1997   | 28 ans          | Violet          | Intègre en juin 2014 ; quitte le 31 mai 2018                                        |
| Piano Siraishi (白石ぴあの)  | 10 août 1996      | 28 ans          | Rose            | Intègre en janvier 2017 ; quitte le groupe en octobre 2019                          |

## Discographie

### Albums
| #            | Date de sortie  | Titre de l'album                    | Oricon       | Label        |
| Album studio | Album studio    | Album studio                        | Album studio | Album studio |
| ------------ | --------------- | ----------------------------------- | ------------ | ------------ |
| 1            | 27 juillet 2016 | Wasshoi Record (ワッショイレコード) | 21           | Tokuma Japan |

### Singles
| #             | Date de sortie    | Titre de l'album                                                 | Oricon        | Label         |
| Singles major | Singles major     | Singles major                                                    | Singles major | Singles major |
| ------------- | ----------------- | ---------------------------------------------------------------- | ------------- | ------------- |
| 1             | 13 mai 2015       | Omatsuri Hero (お祭りヒーロー)                                   | 24            | Tokuma Japan  |
| 2             | 25 novembre 2015  | Kingyo no Kin-chan (金魚のきんちゃん)                            | 20            | Tokuma Japan  |
| 3             | 16 mars 2016      | Susume Zipang (進めジパング)                                     | 10            | Tokuma Japan  |
| 4             | 22 février 2017   | Disco Rettō Ukiyo no Yume (ディスコ列島浮世の夢)                 | 24            | Tokuma Japan  |
| 5             | 26 juillet 2017   | Go to Fes☆ (ゴートゥーフェス☆)                                   | 15            | Tokuma Japan  |
| 6             | 29 novembre 2017  | Oidemase!! ~Gokuraku~ (OIDEMASE!! ～極楽～)                      | 20            | Tokuma Japan  |
| 7             | 23 mai 2018       | Yamato Nadeshiko Sunrise (大和撫子サンライズ)                    | 10            | Tokuma Japan  |
| 8             | 16 janvier 2019   | Yura Yura Yurari Koigokoro (ゆらゆらゆらり恋心)                  | 5             | Tokuma Japan  |
| 9             | 25 septembre 2019 | Haretoke! Appare! Japanese! (ハレとケ！あっぱれ！ジャパニーズ！) | 8             | Tokuma Japan  |
| 10            | 26 février 2020   | Shakariki Top Runner! (しゃかりきトップランナー！)               | 8             | Tokuma Japan  |
| 11            | 30 septembre 2020 | Shinpaku Hakuchūmu (心拍白昼夢)                                  | 9             | Tokuma Japan  |
| 12            | 28 avril 2021     | Jinrui! WE ARE ONENESS! (人類！WE ARE ONENESS！)                 | 10            | Tokuma Japan  |
| 13            | 24 novembre 2021  | Shin Kiteretsu Monogatari (新・奇天烈物語)                       | 14            | Tokuma Japan  |
| 14            | 25 mai 2022       | Bishō no Kuni (微笑ノ国)                                         | 5             | Tokuma Japan  |